# Historic Seattle
Historic Seattle es una autoridad pública de desarrollo en Seattle, Washington, centrada en la preservación del patrimonio arquitectónico de Seattle. Durante muchos años, publicaron una revista en línea mensual llamada «Preservation Seattle» y participan en actividades de promoción y educación.
Como una autoridad pública de desarrollo, Historic Seattle es una corporación de propiedad gubernamental. Su junta directiva de 12 miembros incluye a 4 miembros nombrados por el alcalde de Seattle, 4 nombrados por el Consejo de la PDA y 4 elegidos por su electorado. Todos los miembros de la junta sirven términos de 4 años. Su misión es la «preservación y mejora del patrimonio histórico de Seattle para el orgullo y disfrute mutuo de todos los ciudadanos, y la creación de un entorno más habitable dentro de las áreas históricas de la ciudad».
Según su sitio web, hasta 2006 habían completado 44 proyectos «en diversas capacidades, desde propietario/desarrollador hasta consultor». Entre estos se encuentra su propia sede, la Casa Dearborn. Otros edificios prominentes de Seattle con los que están o han estado involucrados incluyen el Centro Good Shepherd en el barrio Wallingford de Seattle, un antiguo hogar de niñas católico que Historic Seattle posee y opera principalmente como espacio de oficinas para organizaciones sin fines de lucro; el Hotel Cadillac en Pioneer Square, ahora el centro de visitantes del Parque Histórico Nacional de la Fiebre del Oro de Klondike; y el Town Hall, una antigua iglesia de la Ciencia Cristiana que ahora funciona como un lugar con 900 asientos para conferencias y actuaciones. También han estado involucrados en diversas capacidades con numerosas casas, incluyendo las Casas de la Avenida Veintitrés en el estilo gótico carpintero, originalmente construidas en 1892-1893 como viviendas económicas; las Casas de la Avenida Catorce, un vestigio de una comunidad de finlandeses inmigrantes en su mayoría de finales del siglo XIX en Smith Cove; y la Casa Egan, con la que Historic Seattle ha estado involucrada en algún momento.